# 에쉬눈나
에쉬눈나(Eshnunna, 현대의 이라크의 텔 아스마르)는 고대 수메르의 남부 메소포타미아 도시국가였다. 비록 도시가 수메르의 북동쪽 디얄라 강에 위치하였지만, 도시는 수메르 문화권 내에 속하였다. 도시이 신은 티쉬팍(또는 티스팍)이었다.
에쉬눈나는 결국 함무라비에 의해 정복되었다.

## 같이 보기
- 크테시폰